# Carol (cráter)
Carol es un pequeño cráter de impacto situado en la región ecuatorial de la cara oculta de la Luna. Está situado entre los cráteres Ibn Firnás (al sur) y Ostwald (al norte). En sus inmediaciones se localiza una serie de otros cinco pequeños cráteres: Ewen, Kasper, Melissa, Romeo y Shahinaz.
Ubicado en la cara exterior del brocal de Ibn Firnás, su forma es casi circular, con su parte suroeste superpuesta por el cráter Kasper. Junto con los cráteres Melissa y Kasper, Carol forma una cadena de cráteres. Su brocal alcanza una altura sobre el terreno circundante de 300 m, y su volumen es de aproximadamente 20 km³. La parte inferior del cuenco es relativamente llana, sin elementos de relieve notables.

## Designación
El nombre procede de una designación originalmente no oficial, contenida en la página 65C1/S2 de la serie de planos del Lunar Topophotomap de la NASA, que fue adoptada por la UAI en 1979.

## Referencias

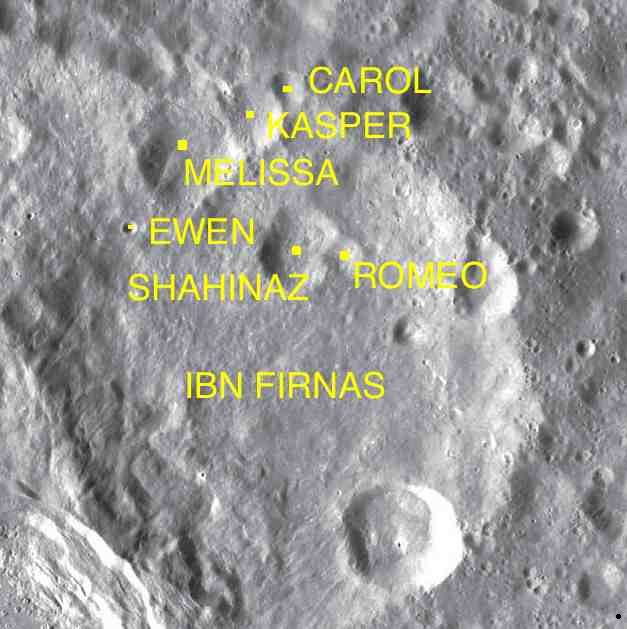
Cráteres cercanos a Ibn Firnás